# Benita Cantieni

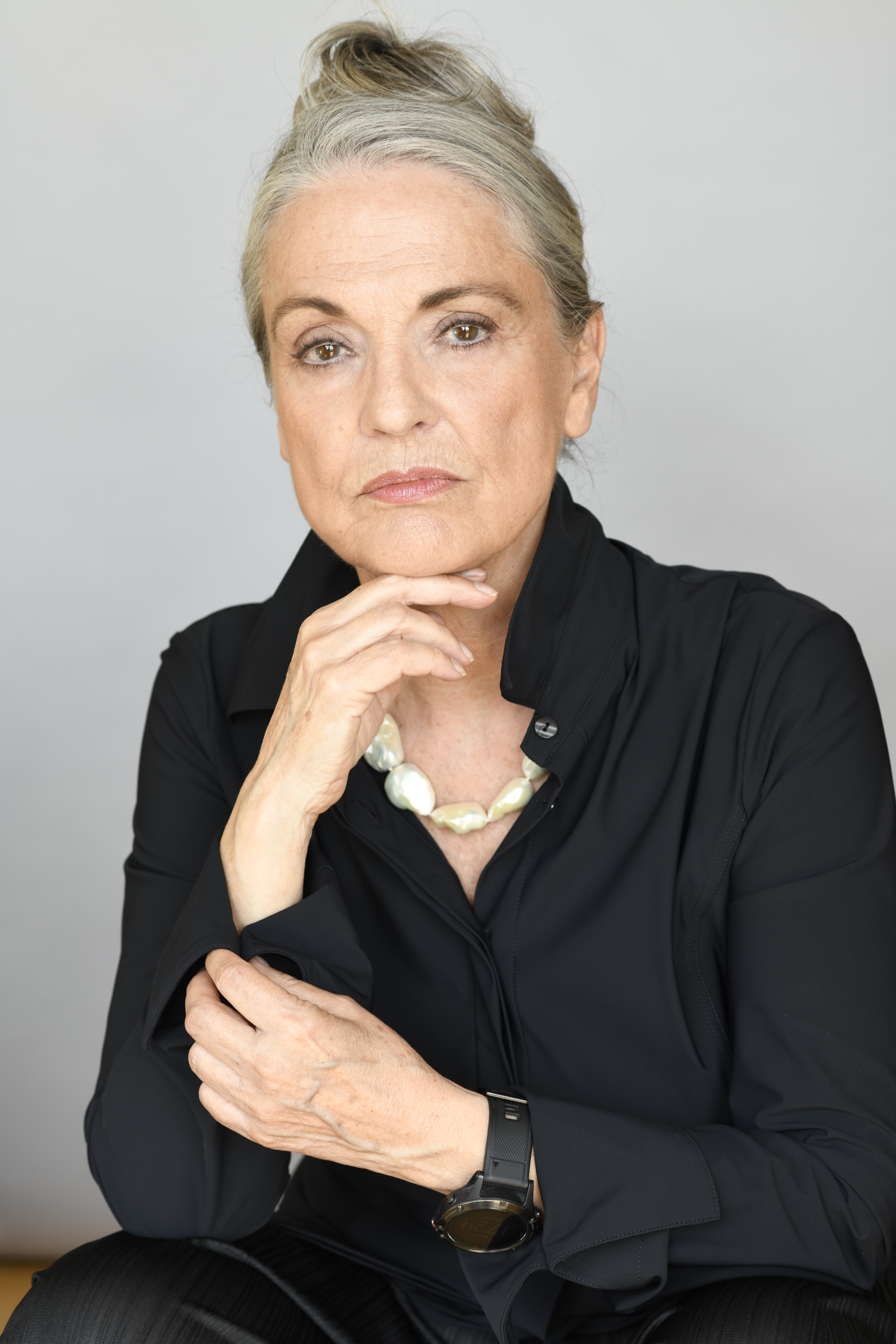
Benita Cantieni, 2018

Benita Cantieni (* 21. Februar 1950 im St. Galler Rheintal) ist eine Schweizer Journalistin und Buchautorin.

## Journalismus
Benita Cantieni war Chefreporterin beim Blick, danach Chefredaktorin bei Annabelle (Zürich) und Vogue Deutschland (München). Sie nahm diverse Beratungsmandate für Öffentlichkeitsarbeit (Bayrische Rückversicherung, Estée Lauder) wahr. An zwei Schweizer Journalistenschulen arbeitete sie als Dozentin. Diese waren MAZ – Institut für Journalismus und Kommunikation und Ringier. Von Mai 1998 bis September 2003 war Cantieni Chefredakteurin und Herausgeberin der Fitnesszeitschrift Shape Deutschland.

## Schriften (Auswahl)
- Schweizer Schriftsteller persönlich. Interviews. Huber, Frauenfeld 1983, ISBN 3-7193-0883-9.
- Unter vier Augen. 25 Schweizer Persönlichkeiten privat. Orell Füssli, Zürich 1994, ISBN 3-280-02304-1.
- New Callanetics. Die neue Methode. Ullstein, Berlin 1996, ISBN 3-550-08801-9 (Benita Cantieni; Callan Pinckney)
- Beschwerdefrei laufen. Südwest, München 2006, ISBN 3-517-06999-X.
- Catpower. Das ultimative Körperbuch. Südwest, München 2009, ISBN 978-3-517-08425-1.
- Cantienica-Yoga für Schwangere, Südwest, München 2011, ISBN 978-3-517-08648-4 (mit Andrea Tresch).
- Reihe Tigerfeeling. Südwest